# Gouvernorats de la Palestine

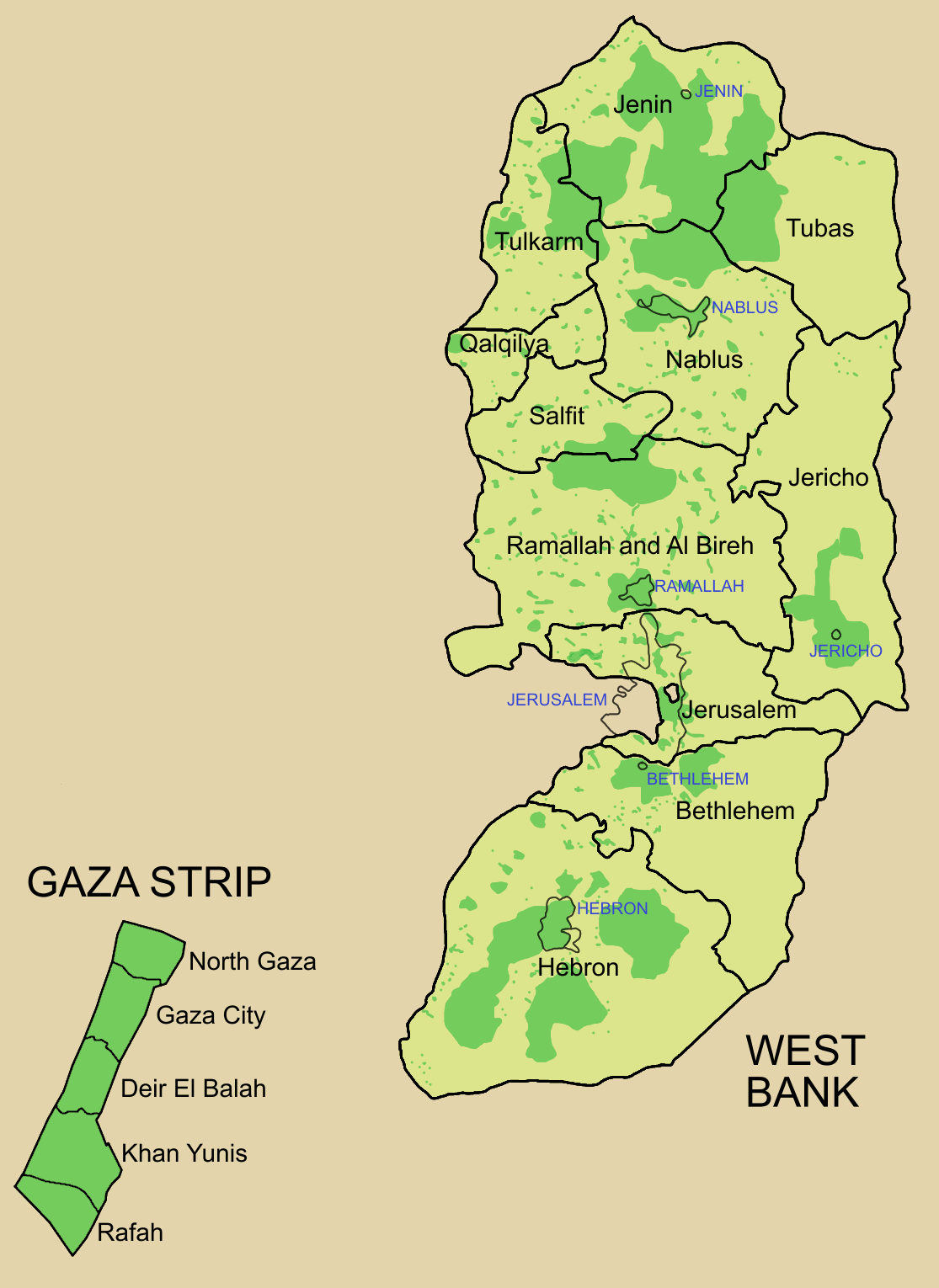
Gouvernorats de l'autorité palestinienne.

Après la signature des accords d'Oslo, les territoires palestiniens de Cisjordanie et de la bande de Gaza ont été divisés en trois zones (zone A, zone B, zone C) et seize gouvernorats sous la juridiction de l'Autorité palestinienne, revendiqués, en dehors des accords d'Oslo, par la Palestine.
| Nom           | Population (2016) | Surface (km2) | densité |
| ------------- | ----------------- | ------------- | ------- |
| Cisjordanie   | 2 935 368         | 5 655         | 519,07  |
| bande de Gaza | 1 881 135         | 365           | 5153,79 |
| Total         | 4 816 503         | 6 020         | 800,08  |

## Cisjordanie

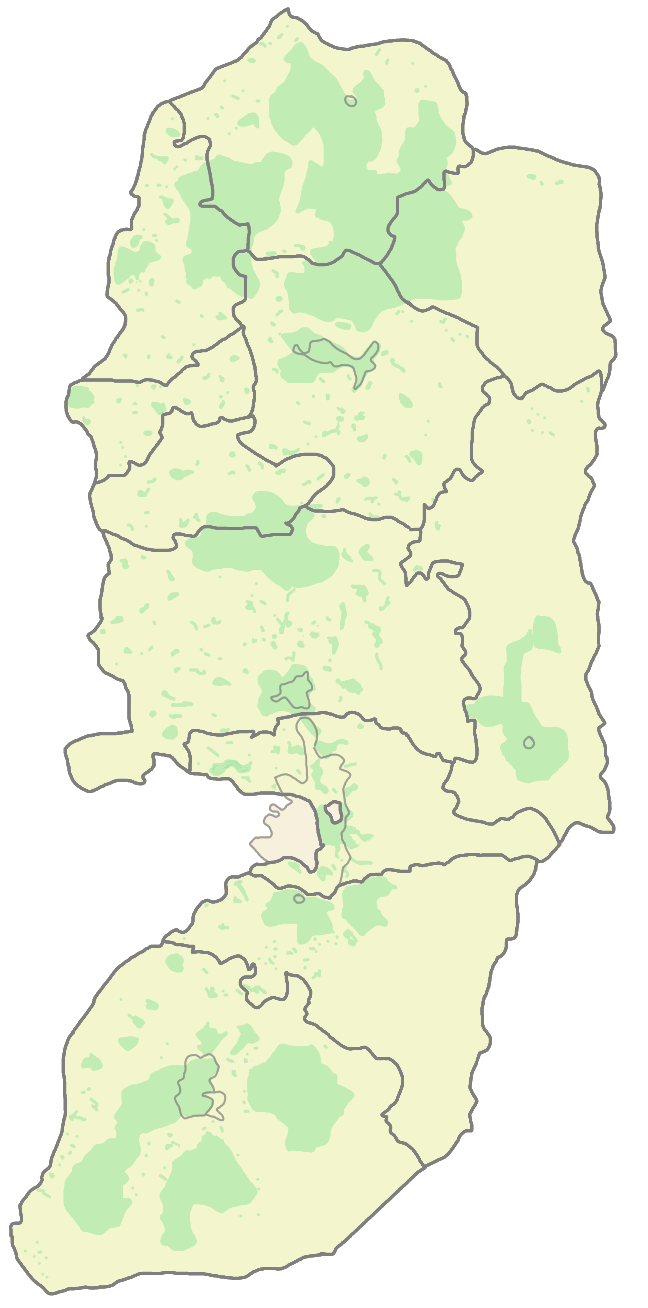
Gouvernorats du nord.

| Gouvernorat                                            | Pop. estimée (juillet 2014) | Surface (km2) |
| ------------------------------------------------------ | --------------------------- | ------------- |
| Jénine                                                 | 303 565                     | 583           |
| Tubas                                                  | 62 627                      | 402           |
| Tulkarem                                               | 178 774                     | 246           |
| Naplouse                                               | 372 621                     | 605           |
| Qalqilya                                               | 108 049                     | 166           |
| Salfit                                                 | 69 179                      | 204           |
| Ramallah et Al-Bireh                                   | 338 383                     | 855           |
| Jéricho                                                | 50 762                      | 593           |
| Jérusalem (y compris Jérusalem-Est occupée par Israël) | 411 640                     | 345           |
| Bethléem                                               | 210 484                     | 659           |
| Hébron                                                 | 684 247                     | 997           |
| Total                                                  | 2 790 331                   | 5 655         |

## Bande de Gaza

Gouvernorats du sud.

| Gouvernorat   | Pop. estimée (juillet 2014) | Surface (km2) |
| ------------- | --------------------------- | ------------- |
| Gaza-Nord     | 348 808                     | 61            |
| Gaza          | 606 749                     | 74            |
| Deir el-Balah | 255 705                     | 58            |
| Khan Younès   | 331 017                     | 108           |
| Rafah         | 217 758                     | 64            |
| Total         | 1 760 037                   | 365           |